# 조셉 애쉬튼
조셉 애쉬튼(Joseph Ashton, 1986년 11월 18일 ~ )은 미국의 배우, 텔레비전 배우, 성우이다.

## 영화
- 로켓 파워 : 메네후네의 섬 (2004년)
- 웨어 더 레드 펀 그로우 (2003년)
- 로켓 파워 : 뉴질랜드 레이스 (2002년)
- 타잔 (1999년)
- 슬래피와 악동들 (1998년)
- 리틀 트리 (1997년)

## 텔레비전
- 로켓 파워 (1999년-2004년)